# زيت هارلم

زيت هارلم في 2013

زيت هارلم ((بالهولندية: haarlemmerolie)‏)، ويسمى أيضا medicamentum gratia probatum ، هو مكمل غذائي. تكون الجرعة عبارة عن خليط من الكبريت والأعشاب وزيت التيربينت. يتم إنتاجه في هارلم، هولندا.
اخترع في عام 1696 من قبل كلايس تيلي وتم تسويقه كعلاج للعديد من الأمراض.
يتم الآن استخدام الكلمة haarlemmerolie (مع أحرف صغيرة 'h') في الهولندية للإشارة إلى إصلاح لكافة المشاكل. على سبيل المثال: «سيكون خفض الضرائب مثل haarlemmerolie للاقتصاد». هذا يستخدم أيضا بسخرية.

## الر وابط الخارجية
- http://www.haarlemmerolie.nl/
- Dietary Supplements